# Бородино (Украйна)
 Тази статия е за селището в Украйна.  За селото в Русия вижте Бородино.  
Бородино (на украински: Бородіно) е селище от градски тип в Болградски район, Одеска област, Южна Украйна.
Населението му е около 1830 души.
Основано е през 1814 година. Получава статут на селище от градски тип през 1961 година.